# Сивеж (Вологодская область)
Сивеж — упразднённая деревня в Бабушкинском районе Вологодской области России.

## География
Урочище находится в юго-восточной части области, в подзоне южной тайги, на левом берегу реки Сивеж, на расстоянии примерно 38 километров (по прямой) к юго-востоку от села имени Бабушкина, административного центра района. Абсолютная высота — 183 метра над уровнем моря.

### Климат
Климат характеризуется как умеренно континентальный, с продолжительной холодной зимой и умеренно тёплым летом. Среднегодовая температура воздуха — +1,8 °C. Средняя температура воздуха самого холодного месяца (января) — −13,1 °C (абсолютный минимум — −46 °C), средняя температура самого тёплого (июля) — +17 °С (абсолютный максимум — +37 °С). Вегетационный период длится 115 дней. Среднегодовое количество атмосферных осадков составляет 659 мм, из которых около 460 мм выпадает в период с апреля по октябрь. В течение года господствуют ветры юго-западного направления.

## История
В «Списке населенных мест Вологодской губернии по сведениям 1859 года» населённый пункт упомянут как казённая деревня Тотемского уезда, расположенная при речке Сивеже, в 79 верстах от уездного города. В деревне имелось 34 двора и проживало 234 человека (113 мужчин и 121 женщина). В 1881 году входила в состав Миньковской волости.
По данным 1926 года в деревне имелось 87 хозяйств и проживало 412 человек (186 мужчин и 226 женщин). Действовала школа первой ступени.
В 1940 году деревня Сивеж входила в состав Великодворского сельсовета Леденгского района. Упразднена не позднее 1973 года.